# 세인트앤드루구 (그레나다)

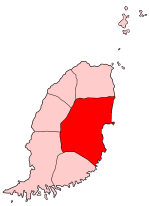
세인트앤드루 구의 위치

세인트앤드루구(Saint Andrew Parish)는 그레나다 동부에 위치해 있는 구로, 행정 중심지는 그렌빌이며, 면적은 91km2에, 세인트앤드루구의 인구는 2001년 기준으로 24,749명이다. 또한 세인트앤드루구는 그레나다에서 면적이 가장 큰 구이다.